# 十号
釈迦には仏陀であることを意味する阿羅漢、辟支仏、如来、等正覚などいくつもの尊称がある。そのうち、以下の10種がとくに十号（じゅうごう,  epithets for the Buddha）と言われる。
1. 如来（にょらい、tathāgata）[1] - 真実のままに現れて真実を人々に示す者、真実の世界に至り、また真実の世界から来られし者を如去如来という。如来は向下利他の意となり、この二語にて仏の無住涅槃（涅槃に止まざる）を顕す。しかして如去如来は、如来と略称された。[要出典]
2. 応供（おうぐ、arhat）[1] - 尊敬を受くるに足る者をいう。音写して阿羅漢。至心という訳もある。[2]
3. 正遍知（しょうへんち、samyaksambuddha）[1] - 一切智を具し一切法を了知する者。宇宙のあまねく物事、現象について正しく知る者をいう。[要出典]
4. 明行足（みょうぎょうそく、vidyācaraṇasaṃpanna）[1] - 『大智度論』に依れば、明とは宿命・天眼・漏尽の過去現在未来の三明、行とは身口意の三業、足とは本願と修行を円満具足することで、したがって三明と三業を具足する者をいう。『涅槃経』に依れば、明とは無上正遍知（悟り）、行足とは脚足の意で、戒定慧の三学を指す。仏は三学の脚足によって悟りを得るから明行足という。[要出典]
5. 善逝（ぜんぜい、sugata）[1] - 智慧によって迷妄を断じ世間を出た者。好去、妙住ともいう。善く因より果に逝きて還らぬという意味で、無量の智慧で諸の煩悩を断尽し世間を脱出した者をいう。[要出典]
6. 世間解（せけんげ、lokavid）[1] - 世間・出世間における因果の理を解了する者。仏は世間の有情をよく了解することからいう。[要出典]
7. 無上士（むじょうし、anuttra）[1] - 惑業が断じつくされて世界の第一人者となれる者。仏は衆生の中において最も尊き無上の大士なる意であるからいう。『涅槃経』では「仏は無上士とも名付け、三宝中においては仏こそ最も尊上となす」と説く。[要出典]
8. 調御丈夫（じょうごじょうぶ、puruṣadamyasārathi）[1] - 御者が馬を調御するように、衆生を調伏制御して悟りに至らせる者。仏は大慈大悲を以て衆生に対し、あるいは軟語、あるいは苦切語・雑語を用いて調御し、時に応じて機根気類を見て与え、正道を失わしめない者であるという意。[要出典]
9. 天人師（てんにんし、śāstā devamanuṣyānāṃ） - 天人の師となる者。仏は正法を以て人間・天上の者を教導するから天人教師、すなわち天人師という。[要出典]
10. 仏世尊（ぶつせそん、buddho bhagavān）[1] - 煩悩を滅し、無明を断尽し、自ら悟り、他者を悟らせる者。真実なる幸福者。仏は仏陀の略で智者・覚者の意、世尊とはあらゆる功徳を円満に具備して、よく世間を利益し、世に尊重せらるるとの意で、世において最も尊いから仏世尊という。[要出典]

## 抜粋
パーリ仏典では、釈迦は比丘たちに以下のように呼び掛けたと記されている。

Itipi so bhagavā arahaṃ sammāsambuddho vijjācaraṇasampanno sugato lokavidū anuttaro purisadammasārathi satthā devamanussānaṃ buddho bhagavā"ti 
それゆえ、世尊は、応供、正等覚、明行足、善逝、世間解、無上士、調御丈夫、天人師、仏世尊なり。
—パーリ仏典, 相応部 帝釈相応 3.幢頂経, Sri Lanka Tripitaka Project

## 異説
十号の内容には、次のような異説もある。
- 仏世尊を仏と世尊に分ければ十一号となる[1]。
- 世間解と無上士を合する説や、世尊を加えない説[1]、無上士と調御丈夫を合する説、無上士を外して仏世尊を仏と世尊に分けたものを十号と称する説などもある[要出典]。
- 如来十号と称して如来を総名とし、両足尊を加えて、応供から世尊までを十号とする場合もある[3][1][注釈 1]。この場合、応供以下の十号は如来の徳を表す徳名とすべきとする説がある[3]。